# Saint-Paul (Corrèze)
Saint-Paul é uma comuna francesa na região administrativa da Nova Aquitânia, no departamento de Corrèze. Estende-se por uma área de 14,1 km². Em 2010 a comuna tinha 234 habitantes (densidade: 16,6 hab./km²).